# Bahiapiassavapalm
Bahiapiassavapalm (Attalea funifera) är en enhjärtbladig växtart som beskrevs av Carl Friedrich Philipp von Martius. Attalea funifera ingår i släktet Attalea och familjen palmer (Arecaceae). Inga underarter finns listade i Catalogue of Life.
Bahiapiassavapalmens fibrer utnyttjas för att framställa piassava som används för borstar, penslar, mattor och andra vävnader.
Denna palm växer i låglandet i östra Brasilien. Den hittas allmänt nära vattendrag.
Arten når en höjd upp till 10 meter och stammen är hos stora exemplar 25 till 40cm tjock. Bahiapiassavapalm odlas inte och istället fälls vildlevande träd.
Frukternas skal är hårt och tidigare snidades knappar, munstycken för pipor eller andra föremål ur skalet.

## Bildgalleri

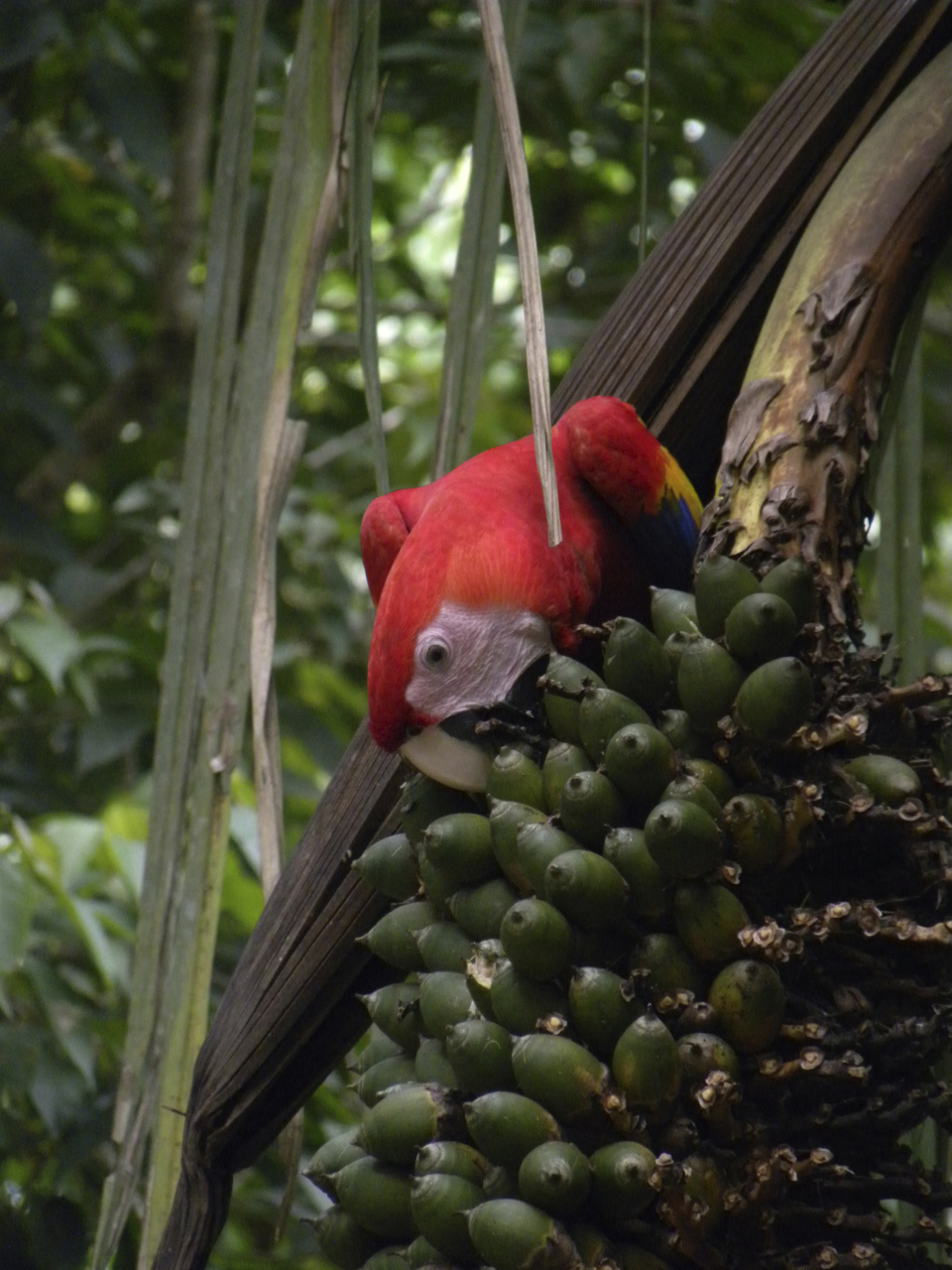
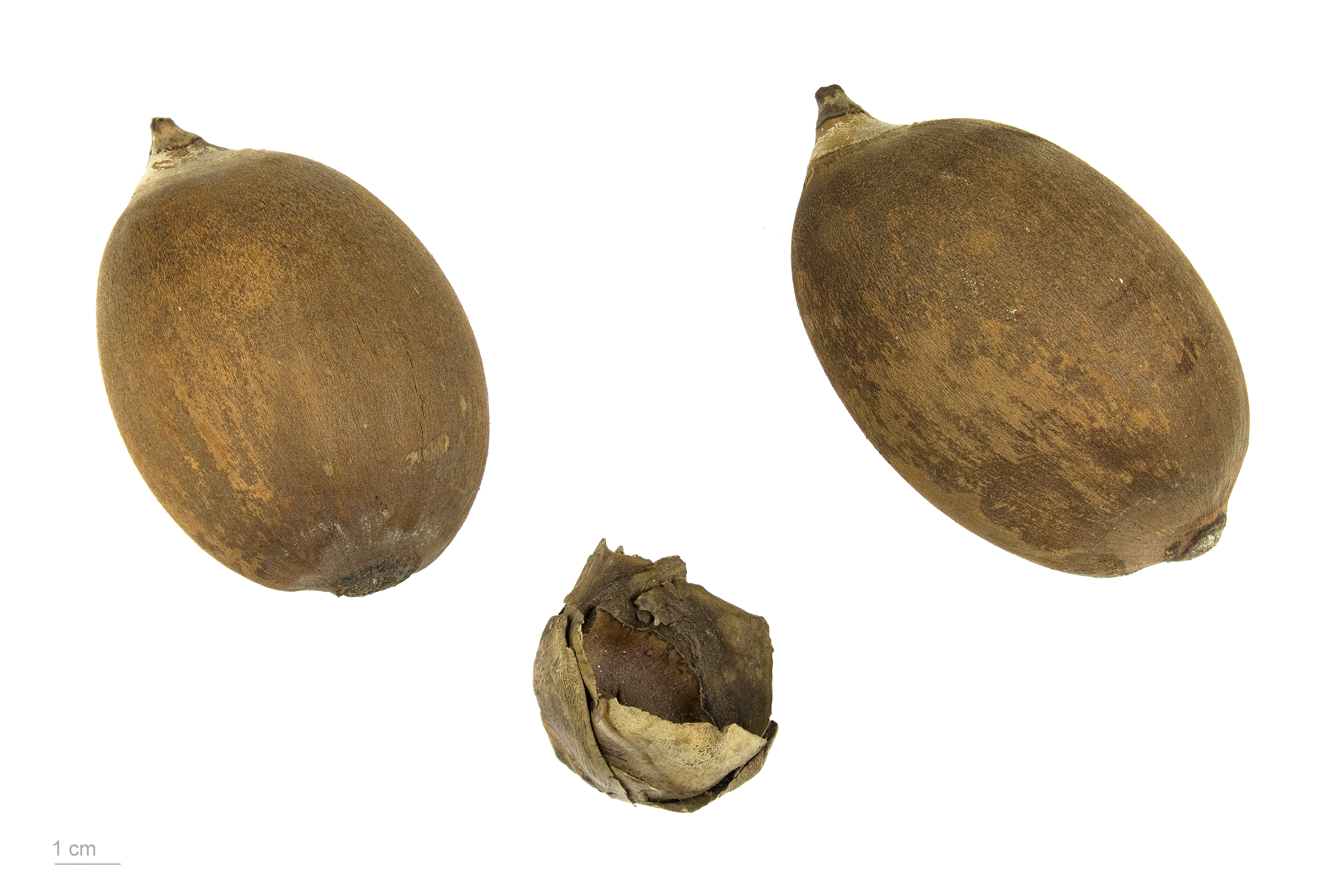
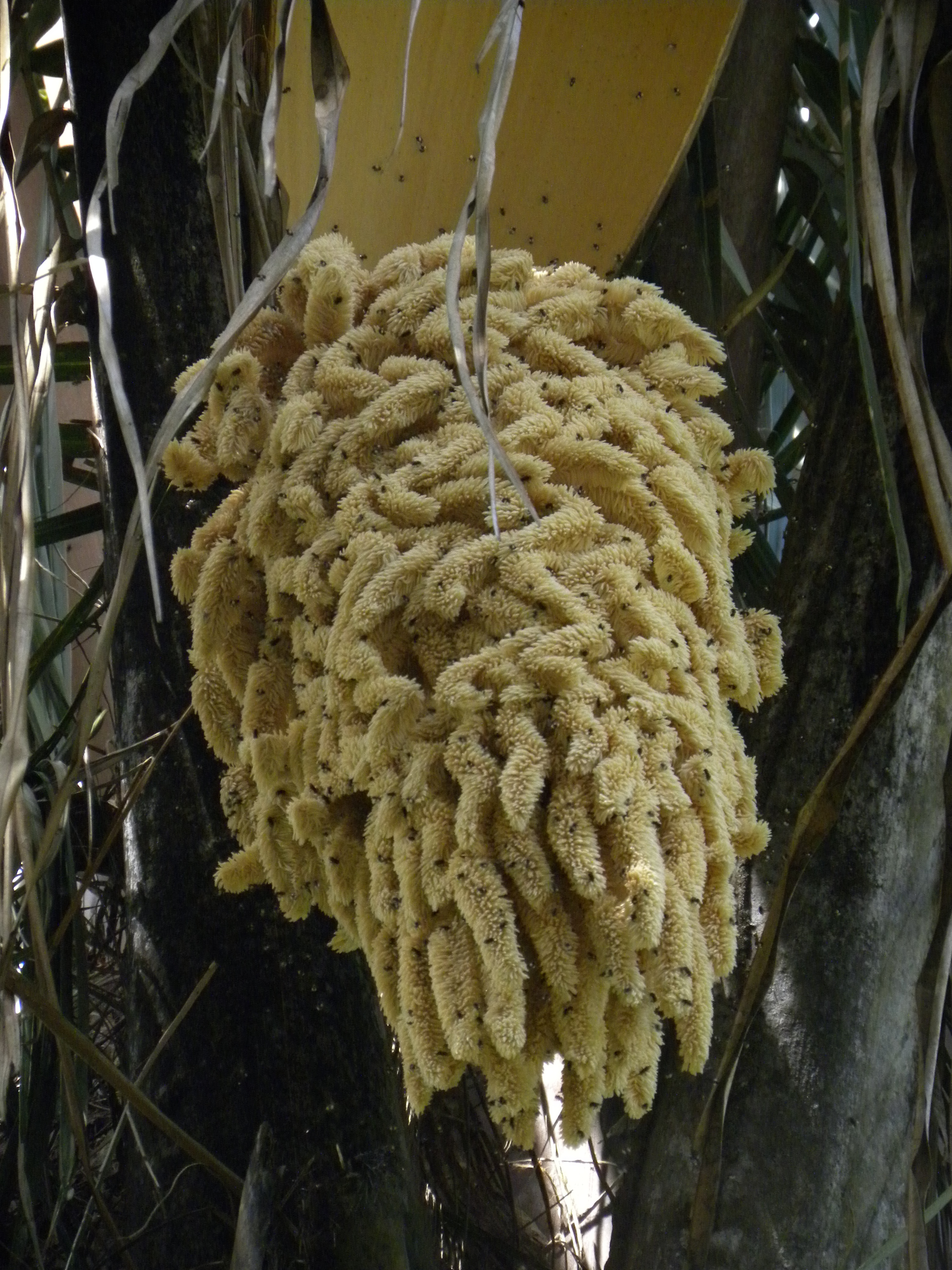
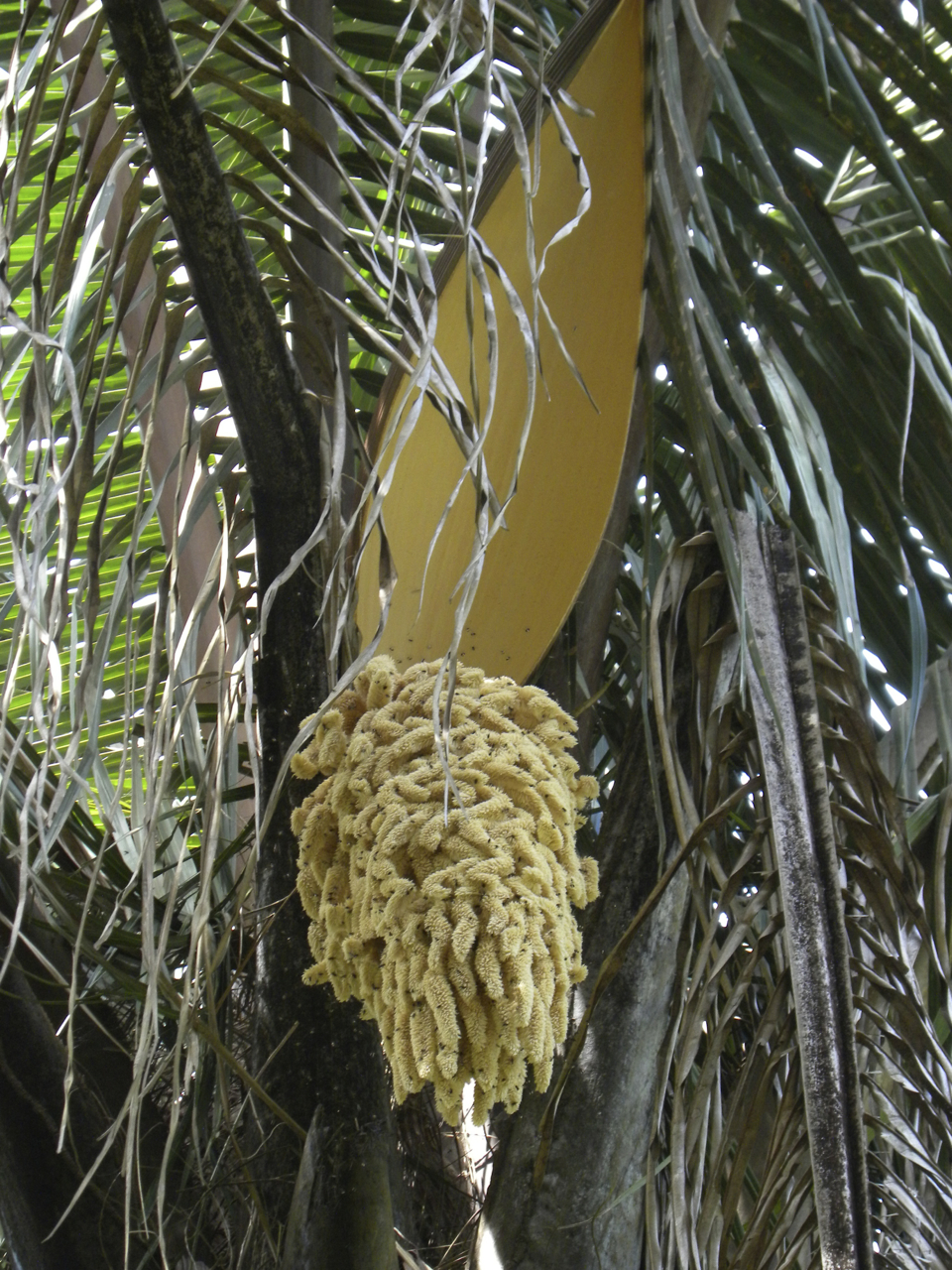